# Богдани (Росія)
Богда́ни (рос. Богданы) — присілок у складі Петуховського округу Курганської області, Росія.
Населення — 138 осіб (2010, 203 у 2002).
Національний склад станом на 2002 рік:
- росіяни — 98 %